# Bredstedt
Bredstedt (en frisón septentrional: Bräist; en bajo alemán: Breedsteed; en danés: Bredsted) es una ciudad de Alemania situada en el distrito de Frisia Septentrional, en el estado federado de Schleswig-Holstein. Tiene una población estimada, a fines de septiembre de 2022, de 5723 habitantes.
Está ubicada al noroeste del estado, cerca de la costa del mar del Norte y no lejos de la frontera con Dinamarca.
Aquí tiene su sede el Nordfriisk Institute, institución dedicada al estudio y promoción de la cultura, historia y lengua frisona septentrional.